# 瓦西 (卡尔瓦多斯省)
瓦西（法語：Vassy，法語發音：[vasi] ⓘ）是法国卡尔瓦多斯省的一个旧市镇，属于维尔区。2016年，瓦西与临近的13个市镇合并为新市镇瓦尔达利耶尔，瓦西为新市镇行政中心。

## 地理
瓦西（48°51'9"N, 0°40'34"W）面积31.01 平方千米，位于法国诺曼底大区卡爾瓦多斯省，该省份为法国西北部沿海省份，北濒大西洋英吉利海峡，东北与滨海塞纳省以海上边界相接，东临厄尔省，南至奧恩省，西与芒什省接壤。
与瓦西接壤的市镇（或旧市镇、城区）包括：拉沙佩勒昂热尔博、皮埃尔、拉罗克、吕利、圣日耳曼迪克里尤、圣维戈尔德梅兹雷、勒泰伊博卡日、蒙西。

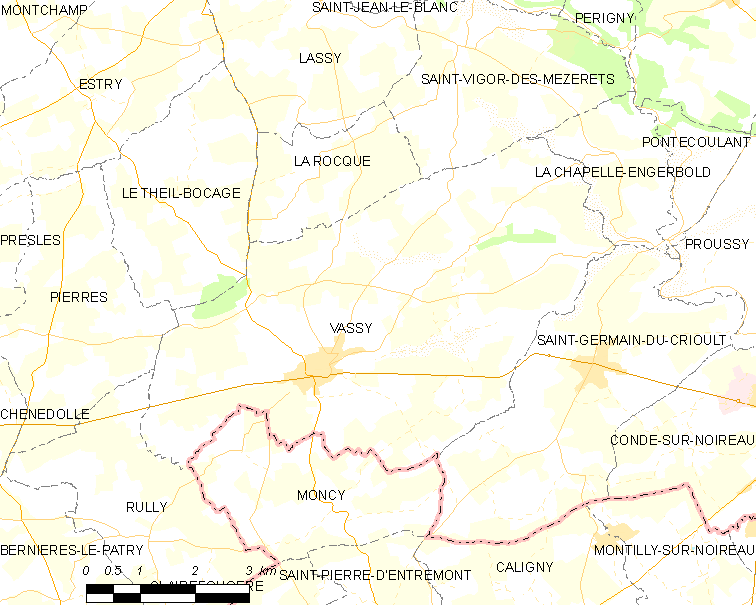
的OSM定位图

瓦西的时区为UTC+01:00、UTC+02:00（夏令时）。

## 行政
瓦西的邮政编码为14410、14350，INSEE市镇编码为14726。

## 政治
瓦西所属的省级选区为诺曼底地区孔代县。

## 人口

1962-2008年间人口变化图示

瓦西于2018年1月1日时的人口数量为1728人。